# Натријумова сијалица
Натријумова сијалица је тип сијалица са пражњењем у гасу који користи натријум у побуђеном стању да произведе светлост. Постоји два типа натријумових сијалица: сијалице ниског притиска и сијалице високог притиска. Натријумове сијалице ниског притиска су најефикаснији вештачки извори светлости, али њихова жута боја ограничава њихову примену на спољашњу уличну расвету, или на места где има великих количина магле или прашине, као што су докови, мостови или рудници. Натријумове сијалице високог притиска имају шири спектар светлости од натријумових сијалица ниског притиска, али и даље имају лошији приказ боја од других типова сијалица. Ефикасност натријумових сијалица високог притиска је 80-140 лумена по вату, док је код натријумових сијалица ниског притиска ефикасност 100-190 лумена по вату.Предност у односу на живине сијалице је та да ове сијалице сијају цео радни век пуном снагом.
Пошто натријумове сијалице изазивају мање светлосно загађење од метал-халогених сијалица, користе их многи градови који имају астрономске опсерваторије.